# Nærøy
64°51′33″N 11°36′30″Ø / 64.85917°N 11.60833°Ø
Nærøy er en tidligere kommune i Trøndelag fylke i Norge.  Den blev ved kommunereformen i Norge, 1. januar 2020 lagt sammen med Vikna  til den nyoprettede Nærøysund kommune.Den tidligere kommune grænsede i nordvest til Leka og i nord til Bindal i Nordland fylke, i øst til Høylandet, i syd til Fosnes og i vest til Vikna.
Vigtige erhverv er fiskeri, landbrug samt en del bådbyggeri (f.eks Moen slip). Administrationen ligger i byen Kolvereid som regnes for  Norges mindste by. Andre småbyer er  Abelvær, Foldereid, Ottersøya, Måneset og Gravvik. Kommunen har hurtigbådsforbindelse  med Namsos.
- Val landbruksskole ligger i Nærøy.
- Fingalshula, som har Norges største samling af hulemalerier, ligger i Gravvik, Nærøy.
- Nærøya gård er et kendt kultsted.
- Saglivatnet

## Tusenårssted
Kommunens tusenårssted er øen Nærøya, med Nærøya gamle kirke fra middelalderen som hovedattraktion.  Nærøya, eller Njords ø, var et religiøst og administrativt center fra den
ældre jernalder og frem til midten af 1800-tallet. Øen er i privat eje, og er kun tilgængelig med båd.

## Kendte nærøyværinger
- Hans von Aphelen (1719–79), leksikograf
- Petter Dass (1647–1707), præst og digter
- Maren Reisner Falch Sverdrup (1865–1911), maler